# Робер де Сорбон
Робер де Сорбон (фр. Robert de Sorbon; 9. октобар 1201 — 15. септембар 1274) је био француски теолог који је основао најпознатији француски универзитет Сорбону.
Рођен је у сиромашној породици у Сорбону, у данашњем демпартману Ардени. Роберт де Сорбон се образовао у Ремсу и Паризу. Био је под покровитељством краља Луја IX. Био је каноник и краљеви концесионар.
Почео је да предаје између 1253. и 1257. године основавши колеџ у Паризу с циљем да подучава теологију двадесет сиромашних студената. Спонзорисали су га краљ Луј и папа Александар IV 1259. године. Убрзо је израстао у главни центар за подучавање и постао је основа за оно што је данас Универзитет у Паризу. На Сорбони је поучавао до своје смрти 1274.
Библиотека на Универзитету у Ремсу, која је отворена 2006. године, носи његово име.